# Col·legi Públic la Lió
El Col·legi Públic la Lió, també conegut com Can Puiggròs, és un edifici de Premià de Mar (Maresme), catalogat com a bé cultural d'interès local.

## Història
Va ser fet construir el 1898 pel fabricant tèxtil Bartomeu Puiggròs i s'hi realitzava el cicle complet del cotó, des de la filatura fins als acabats. Entre 1909 i 1910 hi treballaven 79 homes i 131 dones entre 14 i 50 anys, el que representava més del 7% de la població del municipi (no l'activa). El 1917, Energia Elèctrica de Catalunya SA projectà ampliar la xarxa soterrada de Premià per a poder alimentar millor la fàbrica.
Entre 1928 i 1929 es produïren conflictes laborals que portarien al tancament de la fàbrica i al canvi de propietaris el 1930: la Lió Barcelona SA, de la mà de Mr. Badoy, que es convertí en la primera de l'estat en estampar amb la tècnica serigràfica o lionesa.
El 1979, en un context de crisi general i del sector tèxtil en particular, la fàbrica va tancar. La importància patrimonial i la necessitat de conservar-la motivà un procés entre veïns i administració que finalitzà amb la creació d'una escola pública, inaugurada el 1985 pel conseller de Cultura Joan Guitart.

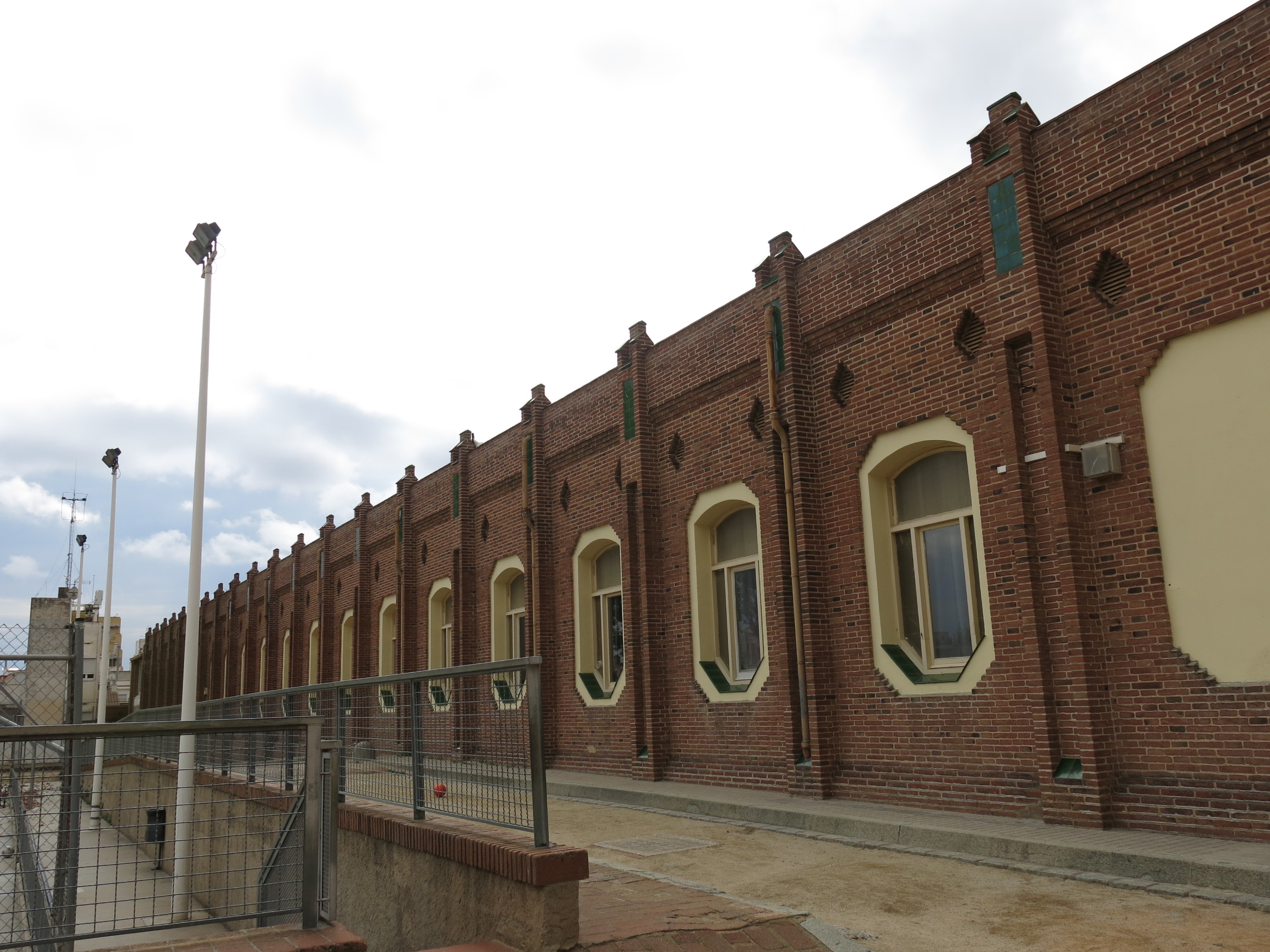
Nau

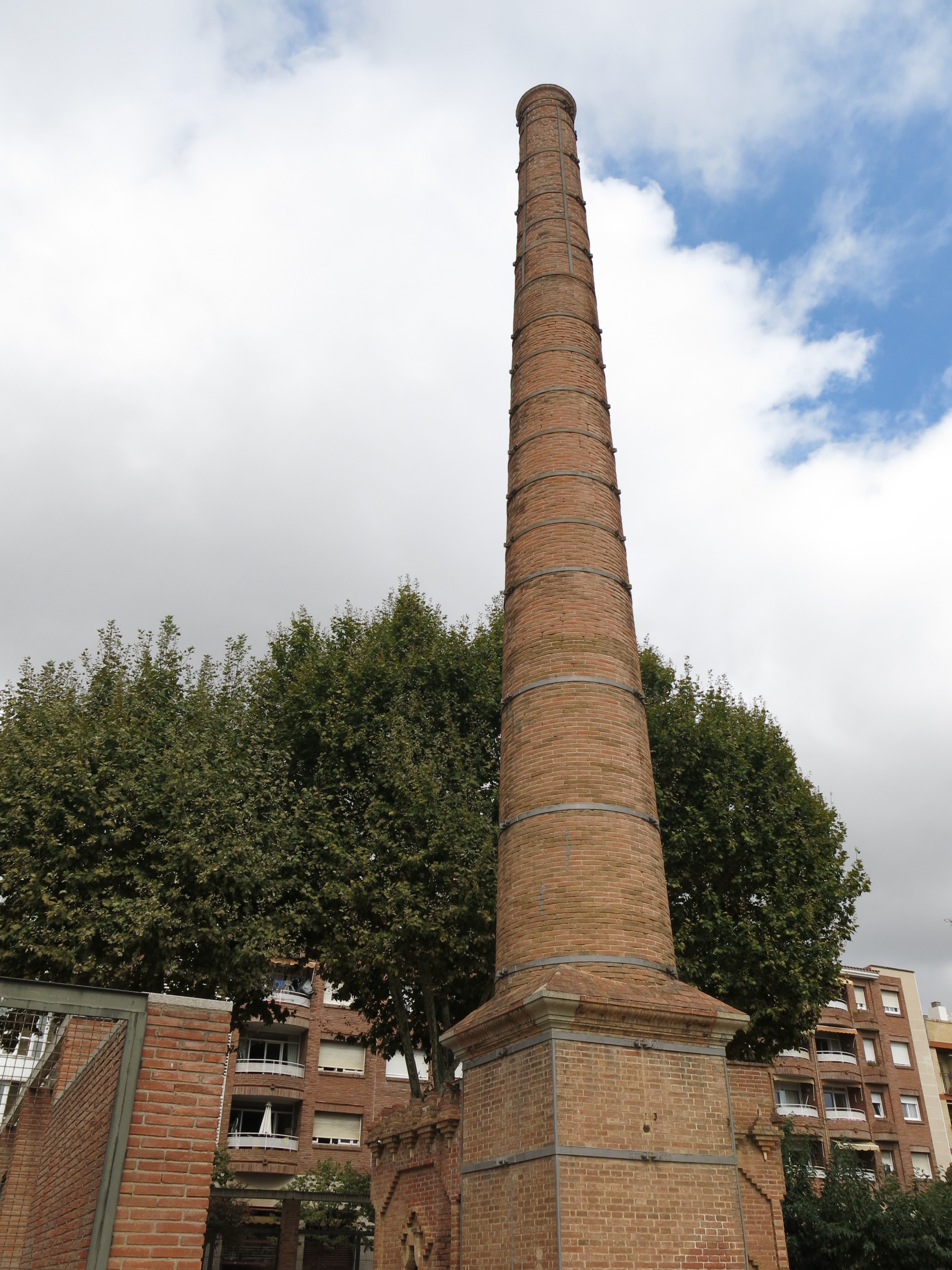
Xemeneia

## Descripció
Els elements conservats de l'antiga fàbrica són el porxo d'entrada, una nau i la xemeneia. Hi ha també un soterrani amb un seguit de passadissos que es van tapiar en el seu moment, un pou i una caldera de fuel. El porxo, actualment aïllat i que dona al carrer de Joan Prim, és de maó vist amb un sòcol de mamposteria i una estructura de ferro amb la coberta de fibrociment. Té quatre obertures en disposició geomètrica, les dues centrals més grans per l'entrada de vehicles i transport rodat i les laterals més petites, una de les quals era l'antiga porteria.
La  nau és de planta rectangular de 20 crugies perpendiculars a la façana principal. Consta de planta baixa, pis i semisoterrani en el costat de migdia. Coberta a dues aigües amb encavallada de ferro i vidre armat, també està realitzada en maó vist, incloses les obertures, de formes geomètriques capricioses. Les façanes de llevant i de ponent són les que tenen més longitud, però l'entrada es troba a la septentrional, mentre que la de migdia fa mitgera amb les cases del carrer Colom. La façana d'accés té adossada una torre adossada de planta quadrada.
La xemeneia, de maó vist, és cilíndrica amb una base quadrada i de gran alçada. Tot el recinte queda tancat per un gran mur que l'envolta.